# Ectopatria
Ectopatria is een geslacht van vlinders van de familie Uilen (Noctuidae), uit de onderfamilie Noctuinae.

## Soorten
- E. aspera Walker, 1857
- E. clavigera Turner, 1943
- E. contrasta Strand, 1924
- E. deloptis Lower, 1908
- E. euglypta Lower, 1908
- E. horologa Meyrick, 1897
- E. loxonephra Turner, 1944
- E. mniodes Lower, 1901
- E. mundoides Lower, 1893
- E. neuroides Swinhoe, 1901
- E. ochroleuca Lower, 1902
- E. paurogramma Lower, 1901
- E. pelosticta Lower, 1902
- E. plinthina Hampson, 1909
- E. spilonata Lower, 1901
- E. subrufescens Walker, 1865
- E. umbrosa ham, 1903
- E. virginea Lower, 1905
- E. xerampelina Turner, 1904